# Maria Persson
Maria Ann-Christin Persson también conocida como Maria Persson o Bonnie Persson (Estocolmo, 9 de junio de 1959) es una exactriz infantil sueca, especialmente conocida por haber interpretado el papel de Annika Settergren en las películas de Pippi Calzaslargas y la serie de televisión del mismo nombre junto a los niños Inger Nilsson y Clyde Sundberg.

## Biografía
Persson se postuló para el papel de Pippi Calzaslargas, pero finalmente fue seleccionada para el papel de la tranquila y tímida Annika Settergren. En España fue doblada por la actriz de voz Luisita Soler. Tras la etapa de Pippi Calzaslargas, Maria Persson recibió formación en arte dramático. Sin embargo, su carrera como actriz no tuvo mayor recorrido.
Tras cursar estudios de enfermería, en 1980 se instaló en Mallorca junto a su entonces pareja, de nacionalidad española. Tras separarse de su pareja, Persson conoció a otra persona con la que tuvo un hijo y abrió un negocio de hostelería en Palma. Tras separarse de este, Persson tuvo que vender el bar. Más recientemente, trabajó como enfermera geriátrica. Maria Persson no puede trabajar desde 2012 debido a la osteoartritis en la rodilla y tiene que vivir de la baja por enfermedad. Por las exitosas películas de Pippi Calzaslargas, los niños actores solo recibieron una tarifa de alrededor de 2000 euros. Las fanes Marjan Tulp y Heleen Bosma de los Países Bajos iniciaron una campaña de crowdfunding en febrero de 2019 para recolectar donaciones. Como resultado, los tres actores principales, Persson, Nilsson y Sundberg, recibieron 10.000 euros cada uno.

## Filmografía
- Pippi Calzaslargas (1969)
- Pippi y los piratas (Pippi Långstrump på de sju haven) (1970)
- Viaje en tren (På rymmen med Pippi Långstrump) (1970)
- Här kommer Pippi Långstrump (1973)